# Tape from California
| Recensione                        | Giudizio        |
| --------------------------------- | --------------- |
| AllMusic                          | [ 1 ]           |
| The New Rolling Stone Album Guide | [ 2 ]           |
| Sputnikmusic                      | 3.9 (Excellent) |
| Dizionario del Pop-Rock           | [ 4 ]           |
| 24.000 dischi                     | [ 5 ]           |

Tape from California è il quinto album di Phil Ochs, registrato per l'A&M e uscito nel luglio del 1968.
Le canzoni più note sono The War Is Over, ispirata da una poesia di Allen Ginsberg, e Joe Hill, dedicata al leader sindacale svedese Joe Hill, emigrato negli Usa e poi condannato a morte con accuse di poco conto riguardanti l'omicidio di un negoziante di Salt Lake City.

## Tracce

### LP
Lato A
Testi e musiche di Phil Ochs.
1. Tape from California – 6:45
2. White Boots Marching in a Yellow Land – 3:35
3. Half a Century High – 2:53
4. Joe Hill – 7:18
5. The War Is Over – 4:25

Lato B
Testi e musiche di Phil Ochs.
1. The Harder They Fall – 3:52
2. When in Rome – 13:15
3. Floods of Florence – 4:52

## Musicisti
- Phil Ochs - voce, chitarra
- Lincoln Mayorga - pianoforte, tastiere
- Van Dyke Parks - pianoforte, tastiere (brano: Tape from California)
- Ramblin' Jack Elliott - chitarra flat-picked (brano: Joe Hill)
- Joe Osborn - basso (brano: Tape from California)

Note aggiuntive
- Larry Marks - produttore
- Ray Gerhardt - ingegnere delle registrazioni
- Corporate Head - design copertina album originale
- Tom Wilkes - art director copertina album originale
- Guy Webster - foto copertina album originale[9]

## Singoli
L'unico singolo estratto da quest'album contiene sul lato A The War Is Over e sul lato B They Harder They Fall, eseguita in una versione rock mai pubblicata in nessun album, nemmeno postumo.